# Пол Деркан
Пол Деркан (англ. Paul Durcan; 16 жовтня 1944, Дублін, Ірландія — 17 травня 2025) — ірландський поет, лавреат низки літературних премій, зокрема Премії Вітбреда.

## Ранні роки та освіта
Народився в Дубліні 16 жовтня 1944 року. Ріс у Дубліні та Терлоу, графство Мейо. Він погано ладнав з батьком, Джоном, який працював адвокатом і суддею окружного суду. З мамою, Шейлою Макбрайд Деркан, мав кращі стосунки.
У 1970-х роках вивчав археологію та середньовічну історію в Університетському коледжі Корка. У 1960-х роках навчався в Університетському коледжі Дубліна. У студентські роки сім'я викрала його та проти його волі відправила до дублінської психіатричної лікарні, а пізніше до клініки на Гарлі-стріт, де його лікували електрошоком і вводили великі дози барбітуратів і мандраксу.

## Кар'єра
1966 року переїхав до Лондона, де працював у газовій службі Північної Темзи.
Серед основних опублікованих збірок: «A Snail in my Prime», «Crazy About Women», «Greetings to Our Friends in Brazil» і «Cries of an Irish Caveman». З'явився в альбомі Ван Моррісона «Enlightenment» 1990 року, давши своєрідне вокальне виконання до пісні «In the Days Before Rock 'n' Roll», написану у співавторстві.
2003 року опублікував збірку своїх щотижневих звернень до нації "Щоденник Пола Деркана " в програмі «Сьогодні з…» на радіостанції RTÉ Radio 1. Черпав натхнення у Пейдрейга Вітті, місцевого поета з Вексфорда. Між 2004 і 2007 роками Деркан був третім професором поезії в Ірландії. Був членом Ісдани. Кілька його віршів входять до шкільної програми в Ірландії. 2005 року номінований на премію «Поезія зараз» за свою збірку «Мистецтво життя». 2009 року ушанований почесним ступенем від Триніті-коледжу у Дубліні. У жовтні 2009 року був митцем-резидентом Ірландського фонду на кафедрі кельтських досліджень Коледжу Святого Михайла при Торонтському університеті. 2011 року вшанований званням почесного доктора Університетського коледжу Дубліна.

## Особисте життя та смерть
Познайомився з Нессою О'Нілл 1967 рок. Наступного року вони одружилися. У пари народилося двоє дітей. Сім'я жила в Південному Кенсінгтоні, потім переїхала до Корка, де його дружина викладала у в'язниці. 1984 року пара розлучилася.
В останні роки свого життя Деркан мав слабке здоров'я та жив у дублінському будинку для людей похилого віку. Помер 17 травня 2025 року у 80 років.

## Нагороди
- 1974 — Поетична премія Патріка Кавана
- 1989 — Премія Ірландсько-американського культурного інституту за поезію
- 1990 — Премія Вітбреда (за «Daddy, Daddy»)
- Вибір Товариства поетичної книги для кафе «Берлінська стіна»
- 2001 — Премія Чамлі[23]

### «Щоденник»
Ця збірка дає раніше небачений погляд на творчість Деркана та його особистий погляд на нього самого та його поезію, дає уявлення про його дитинство.